# Теванян, Андраник Норикович
Андраник Норикович Теванян (арм. Անդրանիկ Նորիկի Թեւանյան; род. 5 мая 1974, Ереван) — армянский политик. Депутат Национального собрания Армении (2021—2023), депутат Ереванского городского совета (с 2023 года).

## Биография
Родился 5 мая 1974 года в Ереване. Отец — Норик Теванян (ум. 2017), педагог.
Окончил факультет экономики и менеджмента строительства Ереванского архитектурно-строительного института по специальности «инженер-экономист» (1997). В дальнейшем получил степень магистра в Государственном инженерном университете Армении в 1999 году, а в 2005 году окончил обучение в аспирантуре Института экономических исследований. Защитил степень кандидата экономических наук. Имеет звание лейтенанта запаса.
Начал трудовую карьеру в качестве политического обозревателя телекомпании «Майр Айреник» в 1998 году. В следующем году стал ведущим экономического вестника «Ярмарка» на Национальном телевидении Армении. С 1999 по 2000 год был советником и пресс-секретарём министра экономики Армении. В 2000 году стал сотрудником телекомпании «АР», где с мая был главным редактором информационной программы «Курьер». С сентября 2000 года по март 2001 года являлся исполнительным директором «АР». В дальнейшем работал в телекомпании в качестве журналиста и продюсера, вплоть до 12 октября 2001 года, когда он был назначен директором телекомпании «АР».
В 2002 году перешёл на преподавательскую деятельность, став сотрудником Армянского государственного инженерного университета, где работал до 2006 года. Одновременно с этим, с 2003 по 2013 год преподавал в Российско-армянском университете.
В 2009 году основал сайт «7 дней» и исследовательский институт «Политэкономия».
На парламентских выборах 2021 года был избран депутатом Национального собрания по списку блока партий «Армения». В 2023 году отказался от своего мандата, чтобы сосредоточиться на избирательной кампании в Ереванский городской совет. Теванян возглавил блок «Мать Армения», который по итогам выборов в муниципальный орган занял третье место, набрав 15,4 % голосов избирателей.
Во время акций протеста, состоявшихся на фоне столкновения в Нагорном Карабахе в сентябре 2023 года, Теванян потребовал отказаться от признания Нагорного Карабаха частью Азербайджана и отстранить от должности премьер-министра Армении Никола Пашиняна.

## Личная жизнь
Женат, воспитывает двух детей.